# Derek John Blundell
Pour les articles homonymes, voir Blundell.
Derek John Blundell, né en 1933 et mort le 24 novembre 2023, est un géologue britannique, aujourd'hui professeur émérite de géophysique, Royal Holloway, Université de Londres.
Il est président de la Geological Society de 1988 à 1990 et reçoit la médaille du coke de la société en 1993 ,.